# Hyloscirtus torrenticola
Hyloscirtus torrenticola är en groddjursart som först beskrevs av William Edward Duellman och Ronn Altig 1978.  Hyloscirtus torrenticola ingår i släktet Hyloscirtus och familjen lövgrodor. IUCN kategoriserar arten globalt som sårbar. Inga underarter finns listade i Catalogue of Life.